# 吴广晶
吴广晶，中国人民解放军大校，现任上海警备区政治工作局大校主任。
吴广晶曾担任苏州军分区政治部主任（上校衔）。2018年任扬州军分区政治委员，同年12月任中共扬州市委委员、常委。他还当选扬州市第八届人大代表。2020年1月，因调离扬州，代表资格终止。后任江苏省军区政治工作局主任。
2022年，调任上海警备区政治工作局主任。他还是政协上海市第十四届委员会委员。